# Майк Шинода
Майкъл Кенджи Шинода (на английски: Michael Kenji Shinoda) е американски музикант и рапър, роден на 11 февруари 1977 в Агура Хилс, Калифорния. Известен е с участието си в Linkin Park и със собствения си проект Fort Minor. Преди Линкин Парк се е занимавал и с бийтове, както и с рапиране в други групи. Свири на китара и синтезатор (учил е 10 години пиано).

## Биография

### Ранни години
Баща му, Лесли Шинода е американец от японски произход, а майка му, Ким Шинода е унгарка. Роден е в предградието на Лос Анджелис, Агуара Хил. Има по-малък брат Джейсън.
Историята на Линкин Парк започва от неговата стая, която използва като звукозаписно студио, когато били „Xero“. Майк завършва гимназия в Агуора, от където познава Брад Делсън и Роб Бъртън. Впоследствие, поради големия си интерес към изкуството, се записва да учи в „Pasadena Art College of Design“, където среща Джоузеф Хан. Майк работи в най-различни сфери, между които и графичен дизайн, но ориентирането му към музиката завършва с успех. За това, как се е увлякъл по музиката казва: „Когато бях по-малък, слушах много Led Zeppelin и Сантана. Никога не съм минавал на метъл“. За любими групи посочва: „Deftones, The Roots, точно защото са много различни помежду си. Но преди всичко съм голям фен на Depeche Mode“.

### Линкин Парк
Майк се занимава също и с логото на Linkin Park. Именно той е авторът на войника върху обложката на „Hybrid Theory“.

### Fort Minor
Шинода формира страничния проект Fort Minor през 2004 – 2005, тъй като в Линкин Парк не може напълно да изрази хип-хоп способностите си. Дебютният албум се казва „The Rising Tied“.